# 王恒丰
王恒丰（1942年10月—），男，四川绵阳人，中华人民共和国政治人物，曾任四川省人民政府副省长，第九届四川省政协副主席，第七、八、十届全国政协委员。
2002年12月，中国民主建国会第八次全国代表大会在北京召开，并选举产生第八届中央委员会，他当选常务委员。